# Cristina Rivellini
Cristina Rivellini (Monza, 27 febbraio 1970) è un'ex cestista italiana.
Ala di 182 cm, ha giocato in Serie A1 con Priolo Gargallo e Messina.

## Palmarès
- Coppa dei Campioni: 1
Trogylos Priolo: 1989-90
- Campionato italiano di Serie A2 d'Eccellenza: 1
Rescifina Messina: 1995-1996